# Skipsea
Skipsea – wieś w Anglii, w hrabstwie East Riding of Yorkshire. Leży 28 km na północ od miasta Hull i 275 km na północ od Londynu. W 2001 miejscowość liczyła 633 mieszkańców.